# Los King's Boys
Los King's Boys est un groupe espagnol de rock, originaire de Barcelone, en Catalogne. Après plusieurs changements de formation et des évolutions stylistiques, le groupe se sépare vers 1966.

## Histoire
Les origines des King's Boys remontent à la fin des années 1950 (1959) et à un groupe de Barcelone appelé Los Meteors. Il comprenait déjà certains des membres originaux, comme Jordi Oliveira (basse) et Josep María Bagur (batterie). Influencés par The Shadows, ils jouaient essentiellement de la musique instrumentale. Avec le départ de certains membres et l'arrivée d'Enric García (chant), Juan Manuel Torquemada et Manuel Tejada (guitares), ils changent légèrement de direction et adoptent leur nom définitif vers 1960-1961.
Entre 1961 et 1963, ils parcourent le circuit des clubs et des salles de Barcelone, se produisant fréquemment aux Veladas d'El Pinar (avec des groupes comme Los Sírex, Los Gatos Negros et Los Mustang) et ouvrant le mythique San Carlos Club. Ils donnent également des concerts dans plusieurs villes de la Costa Brava. Cette dernière année (1963), ils sont signés par le label Belter, et sortent leur premier EP, avec des adaptations de chansons italiennes. L'année suivante, ils sortent un deuxième EP, comprenant des reprises de Buddy Holly et d'autres classiques du rock 'n' roll anglo-saxon. À cette époque, l'arrivée de la British Invasion et de la fièvre du beat et du rhythm and blues a radicalement changé la scène musicale espagnole. Los King's Boys s'adaptent mal aux nouvelles tendances et tentent de s'orienter vers le style « yéyé », ce qui est évident dans les chansons de leur troisième album, sorti en 1965.
À la fin de cette même année, Manuel Tejada et Josep María Bagur quittent le groupe, qui se réduit à un quatuor avec l'arrivée de Rafael Carrasco (batterie). Ils tiennent toute l'année, mais les nouvelles tendances musicales et les changements stylistiques finissent par les affecter, si bien qu'ils se séparent quelques mois plus tard.

## Discographie

### EP
- 1963 : Sábado noche / Tú lloras por nada / La primera que encuentre / Sol y sol (Belter)
- 1964 : ¿Dónde estás amor? / Pobre niña rica / El día D / Eres monísima (Belter)
- 1965 : Camino verde / Si tú confías en mí / Si tú me quieres / Pues yo no vivo sin ti (Belter)